# Isle of Ely

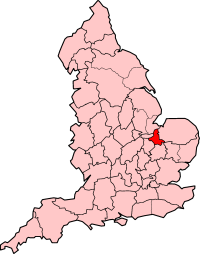
Die ehemalige Grafschaft Isle of Ely (1889–1965)

Die Isle of Ely ist eine Region in Cambridgeshire, England rund um die Stadt Ely. Sie ist 971 km² groß. Sie ist die größte der „Isles“ genannten Erhebungen (etwa 40 m) in den ostenglischen Fens, einem Sumpfgebiet, dessen Höhe kaum über dem Meeresspiegel liegt.

## Geschichte

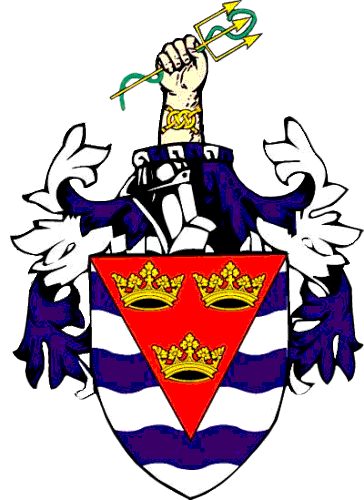
Wappen des Isle of Ely Council

Einer Legende zufolge hat sich der Held von Cambridgeshire, Hereward the Wake, in die Sümpfe zurückgezogen, um von hier aus den Widerstand gegen die Normannen zu organisieren. Er wurde aber von den Mönchen von Ely verraten und gilt als the last of all English („der letzte Engländer“).
Von 1107 bis 1837 stand die Isle of Ely unter der Jurisdiktion der Bischöfe von Ely; dies wurde durch den Liberty of Ely Act 1837 beendet. Von 1889 bis 1965 war Isle of Ely eine von Cambridgeshire unabhängige Grafschaft. 1965 wurde sie mit Cambridgeshire zur neuen Grafschaft Cambridgeshire and Isle of Ely vereinigt.
Name
Die sprachliche Herkunft des Namens ist umstritten. Die altenglische Schreibung, unter anderem bei Beda, war Elge. Walter William Skeat erklärte den Namen als anglisch ēl-ġē „Aal-gau“, das später nicht mehr verstanden worden und zu ēl-ēġ „Aal-au“ (im Sinne von „Aal-insel“) umgedeutet worden sei. Dagegen wurden allerdings aus verschiedenen Gründen Einwände erhoben.